# ذهب الفسيفساء

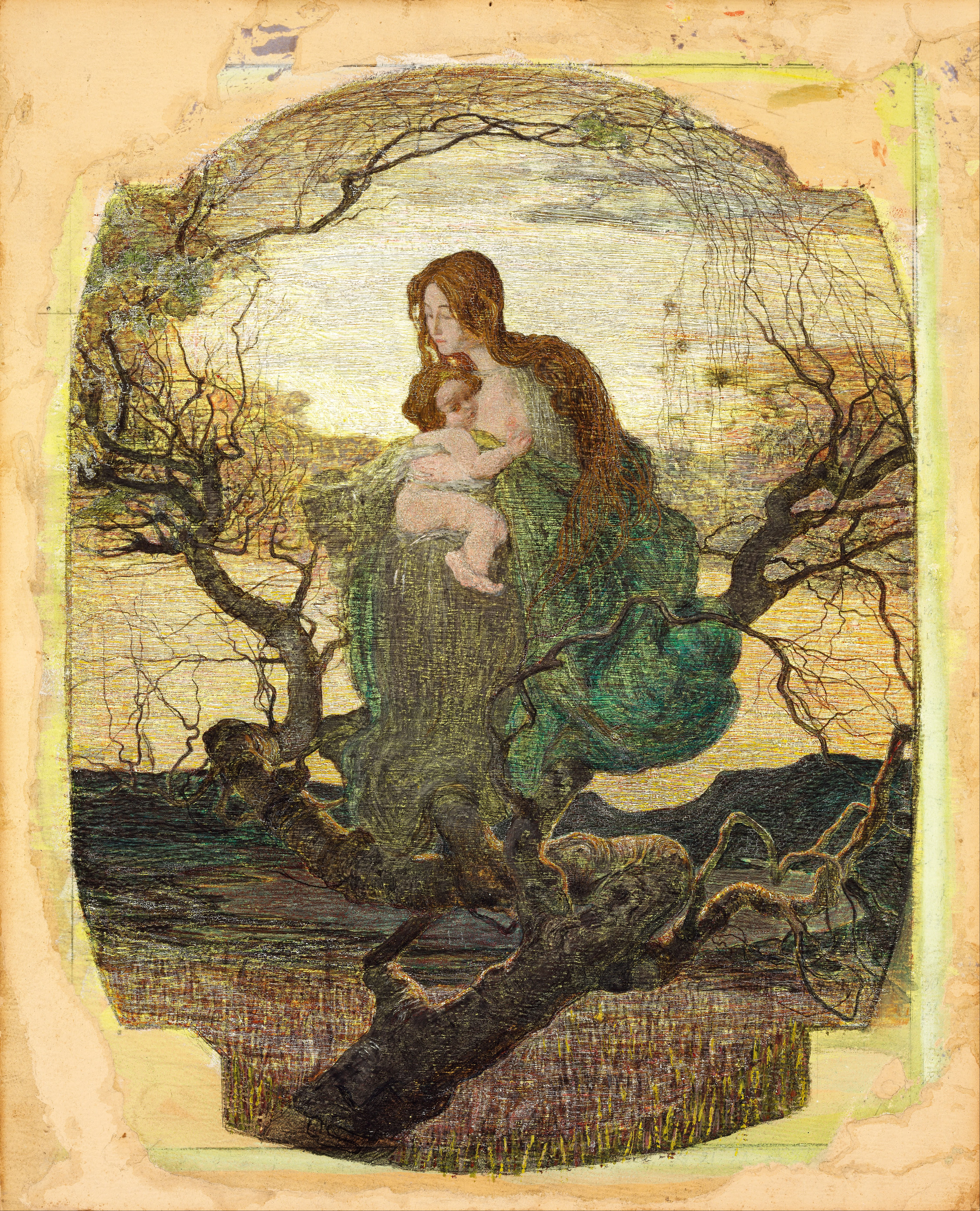
ملاك الحياة لجيوفاني سيجانتيني. يستخدم هذا العمل مسحوق البرونز، إلى جانب مواد أخرى على الورق.

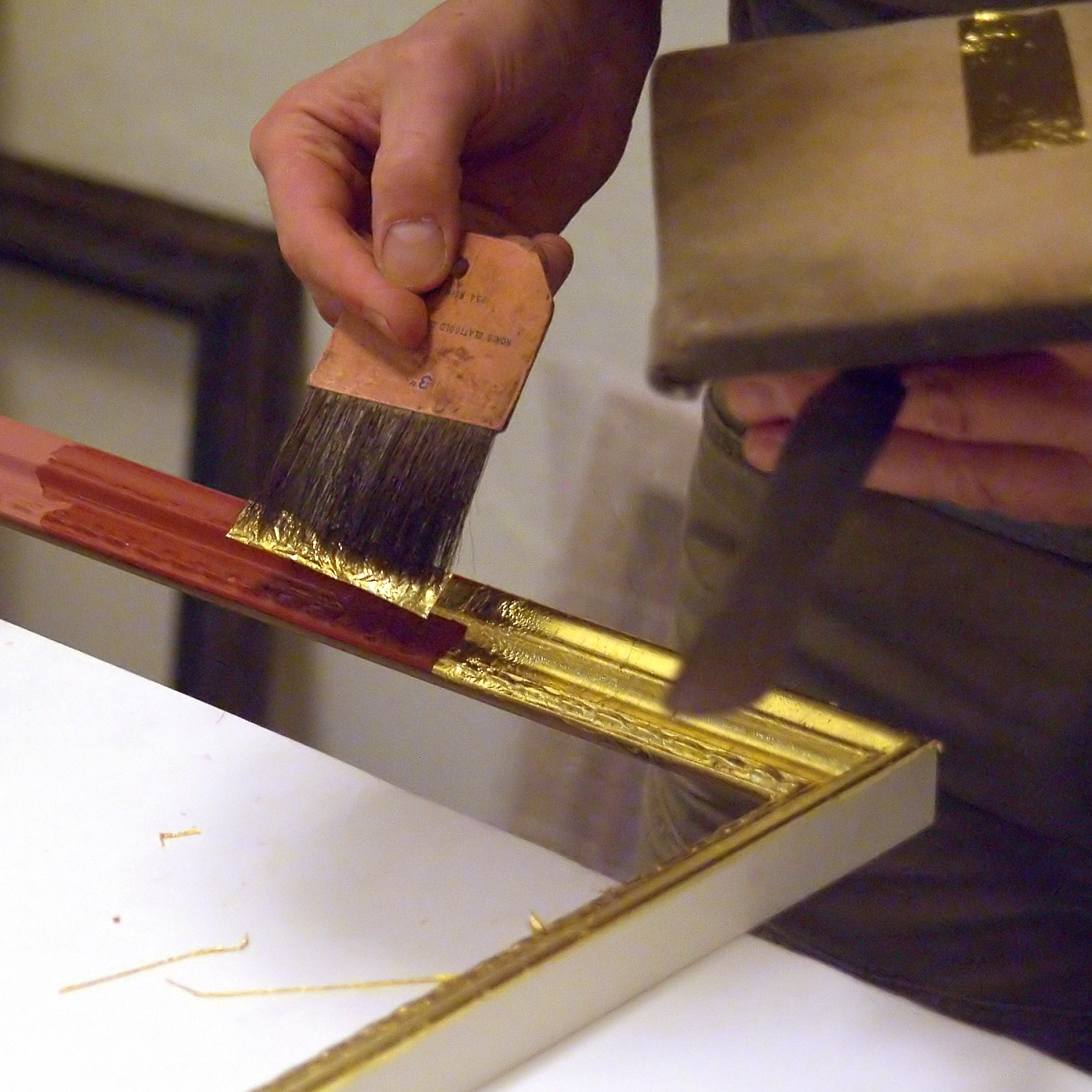
التذهيب

يشير مسحوق الفسيفساء الذهبي Mosaic gold أو البرونزي إلى كبريتيد القصدير الرباعي  كما يستخدم كصبغة في أعمال البرنزة والتذهيب في الأعمال الخشبية والمعدنية. يتم الحصول عليه على شكل مسحوق بلوري أصفر متقشر. وقد أشار إليها الخيميائيون باسم aurum musivum، أو aurum Mosaicum.  تم استخدام مصطلح ذهب الفسيفساء أيضًا للإشارة إلى أورمولو  ولقطع أشكال من أوراق الذهب ، بعضها داكن للتباين، ومرتبة على شكل فسيفساء.  قد يشير مصطلح مسحوق البرونز أيضًا إلى مسحوق سبائك البرونز.

## تاريخها
تم تقديم وصفة لذهب الفسيفساء بالفعل في أطروحة Baopuzi التي تعود إلى القرن الثالث ، والتي ألفها الكيميائي الصيني جي هونغ.  أقدم المصادر لتحضيره في أوروبا، تحت اسم بوربورينا أو بوربورينا ، هي أواخر القرن الثالث عشر في شمال إيطاليا Liber colorum secundum Magistrum Bernardum وكتاب الرسام الايطالي سينينو سينيني Libro dell'arte من عشرينيات القرن الخامس عشر.  أصبحت التعليمات أكثر انتشار وتنوع بعد ذلك،  تقدم مجموعة الوصفات Liber Illuminstarum التي يبلغ عددها حوالي 1500 من دير تيغرنسي في بافاريا وحدها ستة طرق مختلفة لإعدادها.  قام الكيميائيون بإعداده عن طريق الجمع بين الزئبق والقصدير وملح النشادر والكبريت المتسامي (فلور دي سوفر)، وطحنهم، وخلطهم، ثم وضعهم في حرارة الرمال لمدة ثلاث ساعات. بعد إزالة التسامي القذر، تم العثور على فسيفساء أوروم في الجزء السفلي من المرتبة.
وقد استخدم في الزمن الماضيي لأغراض طبية في معظم الأمراض المزمنة والعصبية، وخاصة الاختلاج التي تصيب الأطفال؛  ومع ذلك، لم يعد يوصى به لأي استخدامات طبية.[بحاجة لمصدر]

## أنظر أيضا
- قائمة الأصباغ غير العضوية